# Toyota Grand Prix of Long Beach 2014
Der Toyota Grand Prix of Long Beach 2014 fand am 13. April auf dem Long Beach Grand Prix Circuit in Long Beach, Kalifornien, Vereinigte Staaten statt und war das zweite Rennen der IndyCar Series 2014. Es war der 40. Toyota Grand Prix of Long Beach.

## Berichte

### Hintergrund
Nach dem Firestone Grand Prix of St. Petersburg führte Will Power in der Fahrerwertung mit 13 Punkten vor Ryan Hunter-Reay und mit 17 Punkten vor Hélio Castroneves.
Der Toyota Grand Prix of Long Beach wurde 2014 mit einem stehenden Start begonnen. Es war der erste stehende Start der Saison und der erste in Long Beach seit 2008.
Oriol Servià kehrte bei Rahal Letterman Lanigan Racing in die IndyCar Series zurück. Sein letzter Einsatz war für Panther Racing beim MAVTV 500 2013. Rahal Letterman Lanigan Racing setzte 2014 für vier Rennen ein zweites Fahrzeug mit Servià als Fahrer ein. Der Toyota Grand Prix of Long Beach war das erste davon.
Mit Sébastien Bourdais (dreimal), Power (zweimal), Juan Pablo Montoya, Castroneves, Hunter-Reay, Mike Conway und Takuma Satō (jeweils einmal) traten sieben ehemalige Sieger zu diesem Grand Prix an.

### Training
Im ersten Training war James Hinchcliffe am schnellsten. Castroneves wurde Zweiter, Justin Wilson Dritter. Hinchcliffe hätte das Klassement auch mit seiner zweitbesten Zeit angeführt. Das Training wurde nach einem Unfall von Josef Newgarden in Kurve 8 einmal unterbrochen. Newgarden war der zu diesem Zeitpunkt Führende. Am Ende des Trainings reichte diese Zeit für den fünften Platz. Im zweiten Training übernahm Simon Pagenaud die Führung vor seinem Landsmann Bourdais und Jack Hawksworth. Montoya schaffte es als Neunter erstmals nach seiner Rückkehr in einem IndyCar-Training in die Top 10.
Im dritten fuhr Power die Bestzeit vor Newgarden und Hinchcliffe. Newgardens Rückstand auf Power betrug nur 2,2 tausendstel Sekunden.

### Qualifying
Der erste Abschnitt des Zeitentrainings wurde in zwei Gruppen ausgetragen. Die sechs schnellsten Piloten jeder Gruppe kamen ins zweite Segment. Die restlichen Startpositionen wurden aus dem Ergebnis des ersten Qualifyingabschnitts bestimmt, wobei den Fahrern der ersten Gruppe die ungeraden Positionen ab 13, und den Fahrern der zweiten Gruppe die geraden Positionen ab 14 zugewiesen wurden. Satō, der in der ersten Gruppe war, wurden die zwei schnellsten Runden aufgrund einer Behinderung von Hunter-Reay gestrichen. In der ersten Gruppe fuhr Bourdais die schnellste Runde, in der zweiten Gruppe war Carlos Muñoz der schnellste Pilot.
Im zweiten Segment der Qualifikation qualifizierten sich die sechs schnellsten Fahrer für den finalen Abschnitt. Bourdais erzielte die schnellste Rundenzeit. Neben ihm schafften es Pagenaud, Newgarden, Hunter-Reay, Hawksworth und Hinchcliffe in den dritten Teil des Qualifyings, die sogenannten Firestone Fast Six.
Hunter-Reay fuhr schließlich die schnellste Zeit und erzielte die Pole-Position vor Hinchcliffe und Bourdais.

### Abschlusstraining
Im Abschlusstraining lag Newgarden vorne. Bourdais wurde Zweiter, Hunter-Reay Dritter. Wegen eines Begrenzungskegels auf der Strecke wurde das Abschlusstraining einmal unterbrochen.

### Rennen
Hunter-Reay entschied den stehenden Start für sich vor Bourdais, Pagenaud und Hinchcliffe. Hinchcliffe machte in den ersten Runden wieder eine der verlorenen Positionen gut und belegte den dritten Platz, während sein Teamkollege Hunter-Reay die Führung behauptete und seinen Vorsprung auf Bourdais vergrößerte. In der Anfangsphase gab es eine Berührung zwischen Marco Andretti und Satō, bei der beide eine Beschädigung erlitten, durch die Satō schließlich aus der Führungsrunde fiel.
Nachdem bereits einige Fahrer ihren ersten Stopp vorgezogen hatten, absolvierte die Spitze ihre Stopps planmäßig. Hunter-Reay blieb länger als seine direkten Kontrahenten draußen und verlor die Führung kurzzeitig an Scott Dixon. Kurz nachdem Hunter-Reay an der Box war, fuhr Bourdais in der achten Kurve in die Reifenstapel und beschädigte sich dabei seinen Frontflügel. Er nahm das Rennen wieder auf. Der Unfall löste eine Gelbphase aus, in der alle, die noch nicht an der Box waren, ihren Stopp absolvierten, sodass Hunter-Reay wieder in Führung lag. Er führte vor Pagenaud, Hinchcliffe, Newgarden, Power, Castroneves und Charlie Kimball. Die ersten vier Fahrer fuhren auf der härteren Reifenmischung Blacks, die anderen drei Piloten auf der weicheren Mischung Reds. In der ersten Gelbphase stellte Ryan Briscoe seinen Boliden mit einem Motorenproblem an der Box ab. Er nahm das Rennen später wieder auf und kam schließlich mit 20 Runden Rückstand ins Ziel. Bourdais fuhr zur Reparatur bei gesperrter Boxengasse an die Box und wurde deswegen anschließend mit einer Durchfahrtsstrafe belegt.
Beim Restart behielt Hunter-Reay die Führung. Hinchcliffe fuhr auf den zweiten, Newgarden auf den dritten Platz nach vorne. Es gab zwei Zwischenfälle im Feld, die keine Gelbphase auslösten. Graham Rahal drehte Wilson um, Power berührte Pagenaud, der dann in der sechsten Kurve ausrutschte. Während Rahal mit einer Durchfahrtsstrafe belegt wurde, erhielt Power keine Strafe. Nach dem Rennen gestand Power, dass er selbst nicht nachvollziehen konnte, warum er nicht bestraft wurde.
In der 40. Runde löste Bourdais eine weitere Gelbphase aus. Erneut war er in einen Reifenstapel gefahren. Diesmal in der zehnten Kurve. Er nahm das Rennen wieder auf. In der Gelbphase schied Kimball mit einem Motorschaden aus. Der folgende Restart verlief bis auf ein Überholmanöver im Mittelfeld ereignislos.
In der 52. Runde begann die Phase der letzten Boxenstopps. Alle Fahrer, die nun stoppten, waren in der Lage das Rennen zu beenden. Hunter-Reay ging in der 55. Runde zeitgleich mit seinem Teamkollegen Hinchcliffe an die Box und übergab die Führung an Newgarden. Newgarden folgte eine Runde später, sodass Sebastian Saavedra die Führung übernahm. Newgarden kam vor Hunter-Reay aus der Box. Hunter-Reay attackierte ihn umgehend. In der vierten Kurve versuchte er ein gewagtes Überholmanöver, in dem er innen neben Newgarden fuhr und ihn dabei berührte. Beide Fahrer rutschten in die Mauer. Hinchcliffe war – im Gegensatz zu Power – nicht mehr in der Lage auszuweichen, sodass die Strecke blockiert wurde. Hawksworth, Satō, Tony Kanaan und Castroneves fuhren in die Unfallstelle rein, sodass die Strecke blockiert war. Es wurde eine Gelbphase ausgelöst. Satō, Hinchcliffe, Hunter-Reay, Newgarden und Kanaan waren nicht mehr in der Lage, das Rennen erneut aufzunehmen und schieden damit aus. Damit verlor Andretti Autosport zwei Fahrzeuge, die das Rennen zuvor mit Newgarden dominiert hatten.
Nachdem auch Saavedra an der Box war, führte Dixon vor Wilson, die noch einmal an die Box mussten. Power war Dritter vor Conway, Muñoz und Montoya. Beim Restart überholte Conway Power. Wilson schied aus, nachdem er mit Dixon kollidierte. Drei Runden nach dem Restart drehte sich Rahal, sodass erneut eine Gelbphase ausgelöst wurde. Rahal schied bei dem Zwischenfall aus.
Beim Restart behielt Dixon die Führung. Ihm wurde von der Box mitgeteilt, dass ihm Sprit für eine halbe Runde fehlt. Dixon hielt Conway hinter sich, ging jedoch drei Runden vor Schluss zu einem kurzen Stopp an die Box.
Conway, der vom 17. Startplatz aus in den Grand Prix gegangen war, gewann das Rennen vor Power und Muñoz. Es war der erste Sieg von Ed Carpenter Racing auf einem Straßenkurs und Conways Zweiter in Long Beach. Ed Carpenter, Rennstallbesitzer und Teamchef, hatte sich zuvor gegen weitere Einsätze auf Straßenkurse entschieden und Conway für dieses Metier verpflichtet. Montoya erreichte den vierten Platz und kam damit nach einem Comeback erstmals in die Top 5. Pagenaud wurde Fünfter, Mikhail Aleshin erzielte mit einem sechsten Platz sein bis dahin bestes IndyCar-Resultat. Die Top 10 komplettierten Servià, Andretti, Saavedra und Carlos Huertas, der erstmals die Top 10 erreichte.
Power baute seine Führung in der Fahrerwertung aus. Conway, der auf den Ovalen nicht antritt, übernahm den zweiten Rang. Pagenaud lag auf dem dritten Platz.
Nach dem Rennen wurden Strafen gegen zwei Fahrer ausgesprochen. Saavedra fuhr unter gelben Flaggen in der 55. Runde zu schnell. Die Rennleitung belegte ihn mit einer Geldstrafe in Höhe von 10.000 US-Dollar. Zudem wurde eine Bewährungsstrafe für die nächsten drei Veranstaltungen verhängt. Gegen Castroneves wurde eine Bewährungsstrafe bis zum 30. Juni 2014 ausgesprochen, da er nach dem Rennen die Rennleitung über Twitter wegen der Nicht-Bestrafung Powers kritisiert hatte. Castroneves gab an, dass seine Schwester den Tweet von seinem offiziellen Konto verfasst habe.
Hinchcliffe und Saavedra zogen sich im Rennen leichte Verletzungen zu. Beide konnten an der nächsten Veranstaltung teilnehmen.

## Meldeliste
Alle Teams und Fahrer verwendeten das Chassis Dallara DW12 mit einem Aero-Kit von Dallara und Reifen von Firestone.
| Team                                  | Nr. | Fahrer             | Motor     |
| ------------------------------------- | --- | ------------------ | --------- |
| Penske Motorsports                    | 02  | Juan Pablo Montoya | Chevrolet |
| Team Penske                           | 03  | Hélio Castroneves  | Chevrolet |
| Team Penske                           | 12  | Will Power         | Chevrolet |
| Schmidt Peterson Motorsports          | 07  | Mikhail Aleshin    | Honda     |
| NTT Data Chip Ganassi Racing          | 08  | Ryan Briscoe       | Chevrolet |
| Target Chip Ganassi Racing            | 09  | Scott Dixon        | Chevrolet |
| Target Chip Ganassi Racing            | 10  | Tony Kanaan        | Chevrolet |
| KVSH Racing                           | 11  | Sébastien Bourdais | Chevrolet |
| A. J. Foyt Enterprises                | 14  | Takuma Satō        | Honda     |
| Rahal Letterman Lanigan Racing        | 15  | Graham Rahal       | Honda     |
| Rahal Letterman Lanigan Racing        | 16  | Oriol Servià       | Honda     |
| KVAFS Racing                          | 17  | Sebastian Saavedra | Chevrolet |
| Dale Coyne Racing                     | 18  | Carlos Huertas     | Honda     |
| Dale Coyne Racing                     | 19  | Justin Wilson      | Honda     |
| Ed Carpenter Racing                   | 20  | Mike Conway        | Chevrolet |
| Andretti Autosport                    | 25  | Marco Andretti     | Honda     |
| Andretti Autosport                    | 27  | James Hinchcliffe  | Honda     |
| Andretti Autosport                    | 28  | Ryan Hunter-Reay   | Honda     |
| Andretti - HVM                        | 34  | Carlos Muñoz       | Honda     |
| Sarah Fisher Hartman Racing           | 67  | Josef Newgarden    | Honda     |
| Schmidt Peterson Hamilton Motorsports | 77  | Simon Pagenaud     | Honda     |
| Chip Ganassi Racing Teams             | 83  | Charlie Kimball    | Chevrolet |
| BHA/BBM with Curb Agajanian           | 98  | Jack Hawksworth    | Honda     |

Quelle: 

## Klassifikationen

### Qualifying
| Pos. | Fahrer             | Team                                  | Fahrzeug          | Gruppe 1  | Gruppe 2  | Top 12    | FF6       | Start |
| ---- | ------------------ | ------------------------------------- | ----------------- | --------- | --------- | --------- | --------- | ----- |
| 01   | Ryan Hunter-Reay   | Andretti Autosport                    | Dallara-Honda     | 1:08,0667 | —         | 1:07,9244 | 1:07,8219 | 01    |
| 02   | James Hinchcliffe  | Andretti Autosport                    | Dallara-Honda     | 1:07,9328 | —         | 1:07,9683 | 1:07,9403 | 02    |
| 03   | Sébastien Bourdais | KVSH Racing                           | Dallara-Chevrolet | 1:07,9060 | —         | 1:07,7913 | 1:07,9580 | 03    |
| 04   | Josef Newgarden    | Sarah Fisher Hartman Racing           | Dallara-Honda     | 1:08,0558 | —         | 1:07,9105 | 1:08,0097 | 04    |
| 05   | Jack Hawksworth    | BHA/BBM with Curb Agajanian           | Dallara-Honda     | —         | 1:08,0968 | 1:07,9641 | 1:08,0525 | 05    |
| 06   | Simon Pagenaud     | Schmidt Peterson Hamilton Motorsports | Dallara-Honda     | —         | 1:08,0761 | 1:07,8592 | 1:08,0732 | 06    |
| 07   | Scott Dixon        | Target Chip Ganassi Racing            | Dallara-Chevrolet | —         | 1:08,0626 | 1:07,9981 | —         | 07    |
| 08   | Marco Andretti     | Andretti Autosport                    | Dallara-Honda     | —         | 1:08,0930 | 1:08,0179 | —         | 08    |
| 09   | Hélio Castroneves  | Team Penske                           | Dallara-Chevrolet | —         | 1:07,8860 | 1:08,1119 | —         | 09    |
| 10   | Justin Wilson      | Dale Coyne Racing                     | Dallara-Honda     | 1:07,9777 | —         | 1:08,1218 | —         | 10    |
| 11   | Carlos Muñoz       | Andretti - HVM                        | Dallara-Honda     | —         | 1:07,8746 | 1:08,1506 | —         | 11    |
| 12   | Oriol Servià       | Rahal Letterman Lanigan Racing        | Dallara-Honda     | 1:08,3350 | —         | 1:08,3532 | —         | 12    |
| 13   | Tony Kanaan        | Target Chip Ganassi Racing            | Dallara-Chevrolet | 1:08,4424 | —         | —         | —         | 13    |
| 14   | Will Power         | Team Penske                           | Dallara-Chevrolet | —         | 1:08,1159 | —         | —         | 14    |
| 15   | Takuma Satō        | A. J. Foyt Enterprises                | Dallara-Honda     | 1:08,5660 | —         | —         | —         | 15    |
| 16   | Juan Pablo Montoya | Penske Motorsports                    | Dallara-Chevrolet | —         | 1:08,3649 | —         | —         | 16    |
| 17   | Mike Conway        | Ed Carpenter Racing                   | Dallara-Chevrolet | 1:08,5702 | —         | —         | —         | 17    |
| 18   | Ryan Briscoe       | NTT Data Chip Ganassi Racing          | Dallara-Chevrolet | —         | 1:08,3699 | —         | —         | 18    |
| 19   | Charlie Kimball    | Chip Ganassi Racing Teams             | Dallara-Honda     | 1:08,6507 | —         | —         | —         | 19    |
| 20   | Mikhail Aleshin    | Schmidt Peterson Motorsports          | Dallara-Honda     | —         | 1:08,4321 | —         | —         | 20    |
| 21   | Carlos Huertas     | Dale Coyne Racing                     | Dallara-Honda     | 1:08,7051 | —         | —         | —         | 21    |
| 22   | Sebastian Saavedra | KVAFS Racing                          | Dallara-Chevrolet | —         | 1:08,9619 | —         | —         | 22    |
| 23   | Graham Rahal       | Rahal Letterman Lanigan Racing        | Dallara-Honda     | —         | 1:09,0562 | —         | —         | 23    |

Quellen: 

### Rennen
| Pos. | Fahrer             | Team                                  | Fahrzeug          | Runden | Zeit         | Start | Führungsrunden |
| ---- | ------------------ | ------------------------------------- | ----------------- | ------ | ------------ | ----- | -------------- |
| 01   | Mike Conway        | Ed Carpenter Racing                   | Dallara-Chevrolet | 80     | 1:54:41,6418 | 17    | 03             |
| 02   | Will Power         | Team Penske                           | Dallara-Chevrolet | 80     | + 0,9005     | 14    | 0              |
| 03   | Carlos Muñoz       | Andretti - HVM                        | Dallara-Honda     | 80     | + 1,5591     | 11    | 0              |
| 04   | Juan Pablo Montoya | Penske Motorsports                    | Dallara-Chevrolet | 80     | + 2,0226     | 16    | 0              |
| 05   | Simon Pagenaud     | Schmidt Peterson Hamilton Motorsports | Dallara-Honda     | 80     | + 2,8169     | 06    | 0              |
| 06   | Mikhail Aleshin    | Schmidt Peterson Motorsports          | Dallara-Honda     | 80     | + 3,8574     | 20    | 0              |
| 07   | Oriol Servià       | Rahal Letterman Lanigan Racing        | Dallara-Honda     | 80     | + 4,9621     | 12    | 0              |
| 08   | Marco Andretti     | Andretti Autosport                    | Dallara-Honda     | 80     | + 8,1948     | 08    | 0              |
| 09   | Sebastian Saavedra | KVAFS Racing                          | Dallara-Chevrolet | 80     | + 8,9029     | 22    | 03             |
| 10   | Carlos Huertas     | Dale Coyne Racing                     | Dallara-Honda     | 80     | + 24,2295    | 21    | 0              |
| 11   | Hélio Castroneves  | Team Penske                           | Dallara-Chevrolet | 80     | + 30,0552    | 09    | 0              |
| 12   | Scott Dixon        | Target Chip Ganassi Racing            | Dallara-Chevrolet | 80     | + 30,7310    | 07    | 22             |
| 13   | Graham Rahal       | Rahal Letterman Lanigan Racing        | Dallara-Honda     | 79     | + 1 Runde    | 23    | 0              |
| 14   | Sébastien Bourdais | KVSH Racing                           | Dallara-Chevrolet | 77     | + 3 Runden   | 03    | 0              |
| 15   | Jack Hawksworth    | BHA/BBM with Curb Agajanian           | Dallara-Honda     | 77     | + 3 Runden   | 05    | 0              |
| 16   | Justin Wilson      | Dale Coyne Racing                     | Dallara-Honda     | 64     | DNF          | 10    | 0              |
| 17   | Ryan Briscoe       | NTT Data Chip Ganassi Racing          | Dallara-Chevrolet | 60     | + 20 Runden  | 18    | 0              |
| 18   | Tony Kanaan        | Target Chip Ganassi Racing            | Dallara-Chevrolet | 55     | DNF          | 13    | 0              |
| 19   | Josef Newgarden    | Sarah Fisher Hartman Racing           | Dallara-Honda     | 55     | DNF          | 04    | 01             |
| 20   | Ryan Hunter-Reay   | Andretti Autosport                    | Dallara-Honda     | 55     | DNF          | 01    | 51             |
| 21   | James Hinchcliffe  | Andretti Autosport                    | Dallara-Honda     | 55     | DNF          | 02    | 0              |
| 22   | Takuma Satō        | A. J. Foyt Enterprises                | Dallara-Honda     | 55     | DNF          | 15    | 0              |
| 23   | Charlie Kimball    | Chip Ganassi Racing Teams             | Dallara-Honda     | 41     | DNF          | 19    | 0              |

Quellen: 

#### Führungsabschnitte
| Abschnitt | Runden | Fahrer             |
| --------- | ------ | ------------------ |
| 1         | 1–26   | Ryan Hunter-Reay   |
| 2         | 27–28  | Scott Dixon        |
| 3         | 29–53  | Ryan Hunter-Reay   |
| 4         | 54     | Josef Newgarden    |
| 5         | 55–57  | Sebastian Saavedra |
| 6         | 58–77  | Scott Dixon        |
| 7         | 78–80  | Mike Conway        |

Quellen: 

#### Gelbphasen
| Nr. | Dauer | Runden | Grund für Gelbphase |
| --- | ----- | ------ | --- |
| 1   | 27–30 | 4      | Kontakt: Sébastien Bourdais (#11) in Kurve 8 |
| 2   | 41–44 | 4      | Kontakt: Sébastien Bourdais (#11) in Kurve 10 |
| 3   | 56–63 | 8      | Kontakt: Hélio Castroneves (#3), Tony Kanaan (#10), Takuma Satō (#14), James Hinchcliffe (#27), Ryan Hunter-Reay (#28), Josef Newgarden (#67) und Jack Hawksworth (#98) in Kurve 4 |
| 4   | 68–69 | 2      | Dreher: Graham Rahal (#15) in Kurve 11 |

Quellen: 

## Punktestände nach dem Rennen

### Fahrerwertung
Die Punktevergabe wird hier erläutert.
| Pos. | Fahrer             | Punkte |
| ---- | ------------------ | ------ |
| 01.  | Will Power         | 93     |
| 02.  | Mike Conway        | 66     |
| 03.  | Simon Pagenaud     | 60     |
| 04.  | Hélio Castroneves  | 55     |
| 05.  | Ryan Hunter-Reay   | 54     |
| 06.  | Scott Dixon        | 51     |
| 07.  | Carlos Muñoz       | 48     |
| 08.  | Juan Pablo Montoya | 47     |

| Pos. | Fahrer             | Punkte |
| ---- | ------------------ | ------ |
| 09.  | Mikhail Aleshin    | 46     |
| 10.  | Sebastian Saavedra | 42     |
| 11.  | Tony Kanaan        | 40     |
| 12.  | Justin Wilson      | 38     |
| 13.  | Takuma Satō        | 36     |
| 14.  | Josef Newgarden    | 34     |
| 15.  | Ryan Briscoe       | 33     |
| 16.  | Sébastien Bourdais | 33     |

| Pos. | Fahrer            | Punkte |
| ---- | ----------------- | ------ |
| 17.  | Graham Rahal      | 33     |
| 18.  | Marco Andretti    | 32     |
| 19.  | Carlos Huertas    | 32     |
| 20.  | Oriol Servià      | 26     |
| 21.  | Jack Hawksworth   | 24     |
| 22.  | James Hinchcliffe | 20     |
| 23.  | Charlie Kimball   | 17     |